# 低温レーザー干渉計重力波観測装置
低温レーザー干渉計重力波観測装置（ていおんレーザーかんしょうけいじゅうりょくはかんそくそうち、英: Cryogenic Laser Interferometer Observatory、CLIO）は、日本におけるkmスケールの重力波観測装置であるLCGT計画のためのプロトタイプである。東京大学宇宙線研究所、高エネルギー加速器研究機構、東京大学地震研究所、京都大学理学部、京都大学防災研究所などが協力し、岐阜県飛騨市神岡町にある神岡鉱山内に建設された、基線長100 mのFabry-Pérot型レーザー干渉計重力波観測装置と、同じく基線長100 mの地殻歪計の二つの観測装置の総称である。